# مذهب حافظ
خواجه شمس‌الدین محمد شیرازی متخلص به «حافظ»، غزلسرای شیرازی شعر و ادب فارسیست. حافظ مسلمان و حافظ قرآن بوده است. اهالی فارس در زمان حافظ سنی مذهب بودند. از سوی دیگر، اولجایتو، پادشاه ایلخانی، یک سال قبل از تولد حافظ مذهب رسمی ایران را شیعه قرار داده بود. این که حافظ پیرو کدام مذهب یا فرقهٔ اسلامی بود، مورد اختلاف صاحب‌نظران و حافظ‌پژوهان است. علی دشتی، حافظ را خداپرست، مسلمان و متدین می‌داند و معتقد است اگرچه به‌طور رسمی سنی و شافعی مذهب است، اما نمی‌توان او را در قالب معتقدات مذاهب و ادیان محدود کرد. سید عبدالرحیم خلخالی، حافظ‌پژوه و تصحیح‌کنندهٔ دیوان حافظ می‌گوید که مذهب حافظ از روی تحقیقات بر او معلوم نشده‌است و محمد قزوینی، پژوهشگر ادبی نیز جز چند «قصیده و غزل مشکوک»، دلیلی بر سنی یا شیعه بودن حافظ نیافته‌است. جامی هم که در زمانی نزدیک‌تر به عصر حافظ می‌زیست، تعیین مذهب او را ممکن ندانسته‌است. محمد معین، پژوهشگر ادبیات فارسی معتقد است که حافظ هر مسلکی که داشته، از آزادی فکر برخوردار بوده و بدون کراهت با بزرگان فرقه‌های مختلف در ارتباط و معاشرت بوده‌است.

## تصوف و عرفان
در تفسیر و برداشت از اشعار حافظ، بیش‌تر از هر شاعر دیگری اختلاف نظر وجود دارد. با این‌که حافظ عرفان را به خوبی می‌شناخت، اما اهل دستگیری و ارشاد نبود؛ نه مرید کسی بود و نه مریدی داشت. او حتی در بسیاری از اشعارش کنایه و زخم زبان‌هایی به خرقه‌پوشی و صوفی‌گری زده‌است. حتی شاید کسی در طول تاریخ عرفان با این درجه از صراحت و زیبایی و طنز از کژروی‌های اهل عرفان انتقاد نکرده باشد. مرتضوی معتقد است که او مسلماً بدان مفهوم که در روزگار او متداول بود، صوفی و خانقاهی نبود؛ چون در اشعار او می‌توان مضمون‌های فلسفی حاوی بدبینی، انکار و مغتنم دانستنِ وقت یافت که با افکار تصوف و عرفان سازگاری ندارد. مرتضوی همچنین با اشاره به مضمون‌های صریح عرفانی، مشرب اخلاقی او را با اصول اخلاقی بنیادین عارفان و صوفیان سازگار می‌داند.
حافظ از صوفیان دوری کرد. شطح و طاماتِ آنان برای او «ملغمه‌ای از پریشان‌گویی» است او ابیات تندی علیه ریاکاریِ واعظ و محتسب و شیخ و فقیه و قاضی دارد؛ اما به‌طور ویژه نسبت به ریاکاریِ صوفیانِ زمانِ خویش بسیار حساس است. او از اینکه می‌بیند آنها «مستِ زهد» شده‌اند، ناراحت است. حافظ واقعاً از صوفی بودن بیزار نیست؛ او می‌داند که برخی از صوفیان حجابی پیشِ چشم ندارند. نکتهٔ مهم این است که صیقل‌دهندهٔ دل، یک جواهر است. آن جواهر، عشق است و رنجِ عشق به‌عنوان نشانه‌ای از صیقل‌یافتگی است. این سرِّ غم و اندوه است که به‌وضوح در تجربهٔ حافظ وجود دارد. تجربهٔ او این بینش را برایش به ارمغان می‌آورد، و او به نوبهٔ خود آن را سفارش می‌کند که بی راهنما، به کویِ عشق نباید قدم نهاد.

## دیدگاه‌ها
مرتضوی با توجه با ابیاتی از حافظ در پذیرش جَبر و طرد عقل و فلسفه — که وسیلهٔ اهل تعقل و مُعتَزِله است — او را اَشعَری‌مشرب می‌داند، اما اشعری بودنی که برتر از خشکی و جُمود و قِشری‌گراییِ اشاعره هم است. محمد معین با استناد به بیت‌هایی از دیوان حافظ، او را معتقد به مفاهیم دینی اسلام از جمله رستخیز توجه دانسته‌است. با این حال، بیت‌هایی را نیز برمی‌شمارد که به نظر وی، از سر شور و جوانی سروده شده‌است و می‌توان از آن‌ها، بی‌اعتقاد بودن به معاد را برداشت کرد؛ چنان که یکی از این ابیات، باعث دردسر و مزاحمت برای حافظ در زمان حیاتش نیز شده بود. علی دشتی می‌گوید شاه شجاع برای شوراندن مردم علیه حافظ، همین بیت را دستاویز قرار داد. بر اساس بعضی روایت‌های تأییدنشده، بعد از مرگ حافظ، عده‌ای او را ملحد دانستند و با خاکسپاری اسلامی او مخالفت کردند. یان ریپکا، این گزارش‌ها را ساختگی می‌داند.